# The Magic Tour
Tournées par Queen
The Works Tour Queen + Paul Rodgers Tour
The Magic Tour était la dernière et plus grande tournée du groupe anglais Queen avec leur chanteur Freddie Mercury. La tournée emmène en 1986 le groupe dans 26 villes en Europe, presque exclusivement dans des stades, afin de promouvoir leur dernier album, A Kind of Magic. La tournée suivante, Queen + Paul Rodgers Tour n'eut lieu que 19 ans plus tard, après le décès de Freddie Mercury et la retraite du bassiste John Deacon.
Freddie Mercury ayant été déclaré séropositif vers 1987, le groupe prit la décision d'interrompre les tournées ultérieures, faisant du concert à Knebworth le 9 août 1986 la dernière apparition du groupe dans sa configuration originelle sur scène.
Environ un million de personnes ont pu voir Queen en concert durant cette tournée. Les recettes brutes de la tournée s'élevèrent à plus de 11 millions de livres sterling, somme très importante pour l'époque.
Queen a par la suite sorti plusieurs enregistrements de cette tournée : Live at Wembley '86 en DVD, CD et VHS, Live Magic en CD et Live in Budapest sur CD, DVD et VHS.

## Liste des morceaux interprétés
1. One Vision (Queen)
2. Tie Your Mother Down (May)
3. In the Lap of the Gods...Revisited (Mercury)
4. Seven Seas of Rhye (Mercury)
5. Tear It Up (May)
6. A Kind of Magic (Taylor)
7. Under Pressure (Queen/Bowie)
8. Another One Bites the Dust (Deacon)
9. Who Wants to Live Forever (May)
10. I Want to Break Free (Deacon)
11. Impromptu (Queen)
12. Brighton Rock solo (May)
13. Now I'm Here (May)
14. Love of My Life (Mercury)
15. Is This the World We Created...? (Mercury/May)
16. (You're So Square) Baby I Don't Care (Leiber/Stoller)
17. Hello Mary Lou (Goodbye Heart) (Pitney)
18. Tutti Frutti (Penniman, LaBostrie)
19. Bohemian Rhapsody (Mercury)
20. Hammer to Fall (May)
21. Crazy Little Thing Called Love (Mercury)

Rappel :
1. Radio Ga Ga (Taylor)
2. We Will Rock You (May)
3. Friends Will Be Friends (Deacon, Mercury)
4. We Are the Champions (Mercury)
5. God Save the Queen (arr. May) [tape]

### Autres chansons
- Mustapha (intro)
- Vocal Improvisation (Londres)
- Big Spender (Budapest et Londres)
- Jailhouse Rock (Londres)
- Immigrant Song (Berlin)
- Gimme Some Lovin' (Londres)
- Saturday Night's Alright for Fighting
- Tavaszi szél vizet áraszt (Budapest)
- Keep Yourself Alive (extrait)
- Rock 'N Roll Improvisation (Budapest)
- Get Down, Make Love (pendant le solo de guitare)
- Chinese Torture (pendant le solo de guitare)
- I Feel Fine (guitare uniquement – Mannheim)
- '39 (Cologne)

## Dates de la tournée
| Date             | Ville      | Pays        | Lieu                    | Première partie                         | Spectateurs |
| ---------------- | ---------- | ----------- | ----------------------- | --------------------------------------- | ----------- |
| Europe           |            |             |                         |                                         |             |
| 7 juin 1986      | Stockholm  | Suède       | Råsunda Stadium         | Gary Moore, Treat                       | 37 500      |
| 11 juin 1986     | Leyde      | Pays-Bas    | Groenoordhallen         | INXS                                    | 12 800      |
| 12 juin 1986     | Leyde      | Pays-Bas    | Groenoordhallen         | INXS                                    | 12 800      |
| 14 juin 1986     | Paris      | France      | Hippodrome de Vincennes | Belouis Some, Level 42, Marillion       | 40 000      |
| 17 juin 1986     | Bruxelles  | Belgique    | Forest National         | INXS                                    | 9 200       |
| 19 juin 1986     | Leyde      | Pays-Bas    | Groenoordhallen         | INXS, Craaft                            | 12 800      |
| 21 juin 1986     | Mannheim   | Allemagne   | Maimarktgelände         | Craaft, Gary Moore, Level 42, Marillion | 85 700      |
| 26 juin 1986     | Berlin     | Allemagne   | Waldbühne               | Craaft, Gary Moore, Level 42, Marillion | 22 600      |
| 28 juin 1986     | Munich     | Allemagne   | Olympiahalle            | Craaft                                  | 11 200      |
| 29 juin 1986     | Munich     | Allemagne   | Olympiahalle            | Craaft                                  | 11 200      |
| 1er juillet 1986 | Zurich     | Suisse      | Hallenstadion           | ?                                       | 11 400      |
| 2 juillet 1986   | Zurich     | Suisse      | Hallenstadion           | ?                                       | 11 400      |
| 5 juillet 1986   | Slane      | Irlande     | Slane Castle            | Chris Rea, Fountainhead, The Bangles    | 80 000      |
| 9 juillet 1986   | Newcastle  | Royaume-Uni | St James' Park          | Status Quo, Zeno                        | 38 000      |
| 11 juillet 1986  | Londres    | Royaume-Uni | Wembley Stadium         | INXS, Status Quo, The Alarm             | 75 000      |
| 12 juillet 1986  | Londres    | Royaume-Uni | Wembley Stadium         | INXS, Status Quo, The Alarm             | 75 000      |
| 16 juillet 1986  | Manchester | Royaume-Uni | Maine Road              | Belouis Some, Status Quo                | 35 000      |
| 19 juillet 1986  | Cologne    | Allemagne   | Müngersdorfer Stadion   | Craaft, Gary Moore, Level 42, Marillion | 50 000      |
| 21 juillet 1986  | Vienne     | Autriche    | Stadthalle              | Craaft                                  | 12 000      |
| 22 juillet 1986  | Vienne     | Autriche    | Stadthalle              | Craaft                                  | 12 000      |
| 27 juillet 1986  | Budapest   | Hongrie     | Népstadion              | Craaft, ZiZi Labor                      | 80 000      |
| 30 juillet 1986  | Fréjus     | France      | Amphithéâtre            | Gary Moore                              | 15 000      |
| 1er août 1986    | Barcelone  | Espagne     | Mini Estadi             | Craaft                                  | 34 000      |
| 3 août 1986      | Madrid     | Espagne     | Rayo Vallecano          | Craaft                                  | 45 000      |
| 5 août 1986      | Marbella   | Espagne     | Estadio Municipal       | Craaft                                  | 37 000      |
| 9 août 1986      | Stevenage  | Royaume-Uni | Knebworth Park          | Belouis Some, Big Country, Status Quo   | 125 000     |

## Déroulement de la tournée

### Préparation
La première date de la tournée étant prévue pour le début du mois de juin 1986, Queen entre en répétitions au mois de mai. Ces répétitions, en tenue de scène, furent assez longues. Elles ont été filmées et la vidéo, qu’on croyait longtemps perdue, a été ajoutée en bonus sur le DVD Live at Wembley Stadium sorti en 2003.
Pratiquement tous les concerts devaient se tenir dans des endroits immenses, en général des stades de football, voire un champ de courses hippiques à Paris. Au Royaume-Uni, Queen avait prévu à l’origine de ne se produire que deux soirs de suite à Wembley, avec une option pour les stades de Manchester et de Newcastle, dans l’éventualité où les concerts de Wembley se feraient à guichets fermés, ce qui fut effectivement le cas.
La scène prévue pour le Magic Tour était la plus grande que Queen avait utilisé, et une des plus grandes de l’époque : mesurant près de vingt mètres de long et seize mètres de haut, elle était flanquée de deux ailes de douze mètres de chaque côté. Les jeux de lumières, qui pesaient plus de dix tonnes, avaient besoin de six postes de contrôle pour les actionner et autant d’opérateurs.

### Liste des titres
La liste prévue pour la tournée est un mélange de leur répertoire plus ancien avec les chansons les plus récentes, afin de séduire les nouveaux fans et leur faire découvrir leurs grands classiques, et également de contenter les fans plus anciens qui les suivaient depuis plus longtemps.
L’ouverture des concerts se faisait invariablement avec l’introduction studio d’une minute de One Vision, puis l’apparition des membres de Queen sur scène. Les premières chansons, très rock et rapides, étaient en général suivies de chansons plus lentes, permettant à chacun (les membres de Queen et le public) de souffler. Un medley rock 'n' roll prenait le relais, permettant au groupe tout entier d’être sur le devant de la scène (Roger Taylor étant en général caché derrière sa batterie). La dernière partie du concert réveillait le public avec à nouveau des chansons plus rock. À la fin, Freddie Mercury saluait le public vêtu d’une cape rouge bordée d’hermine et coiffé d’une couronne en or sertie de bijoux, comme lui seul était capable de le faire, alors que les trois autres membres se contentaient de saluts plus simples.

## Les différents concerts

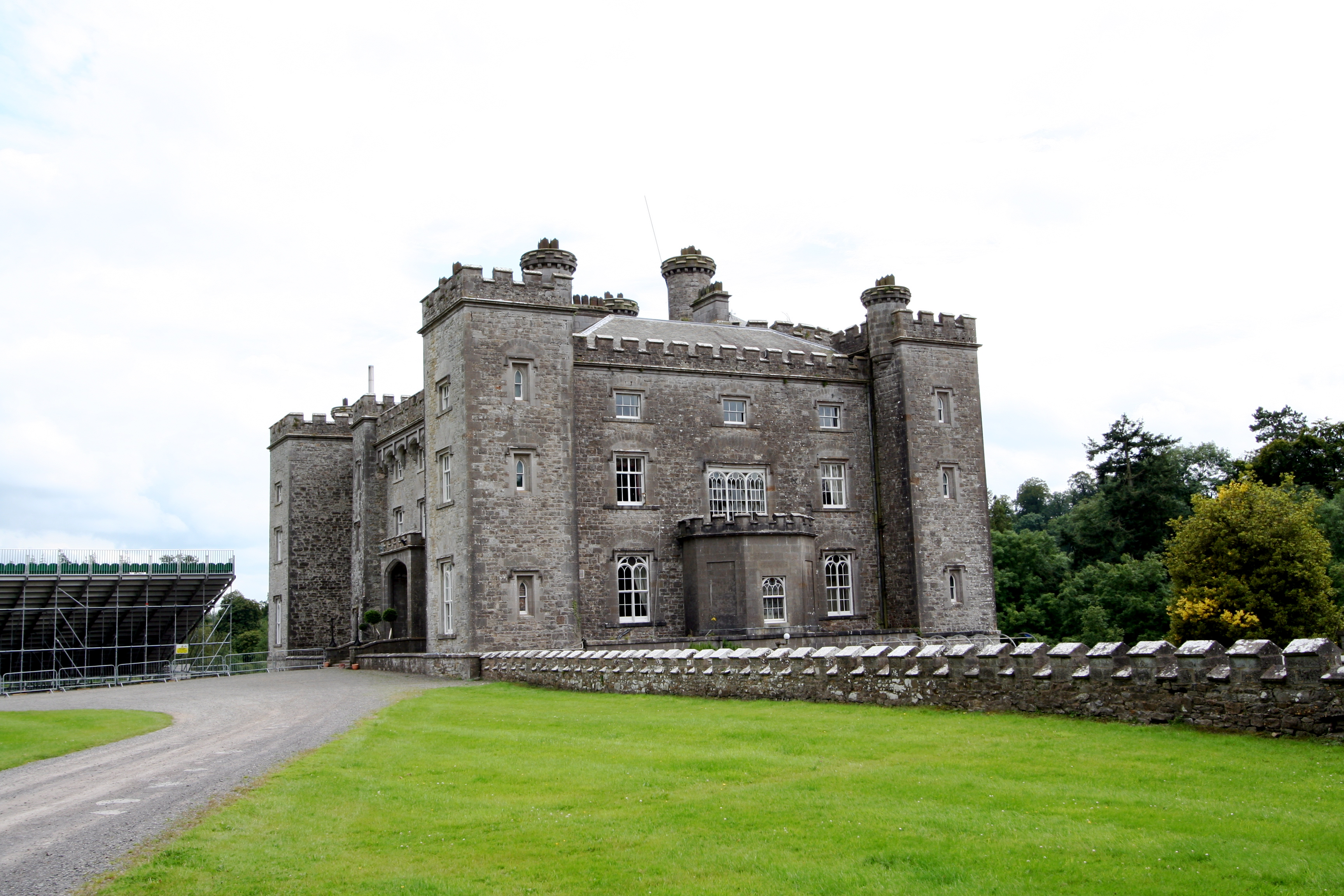
Slane Castle.

### Stockholm
Le premier concert de la tournée se tient à Stockholm le 7 juin 1986. Avec beaucoup d'humour, Freddie introduit le show en disant This is the start of our new American, no, European tour, right! » (« C'est le début de notre nouvelle tournée américaine, non, européenne, c'est vrai! »)
Cette première date fut également marquée par la présence à l'extérieur du stade d'une manifestation anti-apartheid, en réponse à un article parue dans la presse suédoise dans lequel certains commentaires de Brian May furent cités hors-contexte.

### Mannheim
Pendant les répétitions, Freddie a l'idée d'apparaître sur scène dans le godet d'une grue. L'idée est cependant abandonnée, alors que le matériel avait déjà été mis en place, car il s'avéra qu'entrer ainsi sur scène semblait assez déroutant et plutôt dangereux.
Fish, le chanteur de Marillion qui avait fait la première partie, rejoint le groupe sur scène pour interpréter Tutti Frutti.
L'intégralité du concert est radiodiffusée en direct en Allemagne, et a été plus tard diffusé sur une radio américaine dans le cadre de diffusion de concerts de différents artistes, sous le titre de Done Under Pressure, nom qui fut conservé pour le show lors de sa sortie sous forme de Bootleg.

### Slane Castle
Le 5 juillet 1986, Queen se produit à Slane Castle, en Irlande. Le public se présentat aux portes du stade dès les premières heures du jour, alors que la journée entière fut froide et pluvieuse. Le concert fut assez mouvementé : Queen a arrêté de jouer après Seven Seas of Rhye, car une bagarre éclata dans le public. Brian fut ensuite frappé à la tête par une canette, jeté par un spectateur. À cause de cela, il a failli refuser de revenir pour le traditionnel rappel. Il déclara par la suite que ce fut probablement sa pire expérience scénique.

### Newcastle
L'intégralité des 38 000 billets pour le concert du 9 juillet 1986 fut vendue en moins d'une heure, et les bénéfices de cette vente furent reversés à une fondation, le Save The Children Fund, dont plusieurs enfants assistèrent au concert. Même Harvey Goldsmith, promoteur de la tournée, céda son pourcentage sur ce concert, pourtant très élevé. Brian dédicaça la chanson Is This The World We Created...? aux enfants de cette fondation.
Brian commença à jouer sa partie à la guitare de I Want to Break Free un peu trop tôt ... Il réalisa bien vite son erreur, et recommença là où il aurait dû. Freddie lui dit ensuite « C'est bien mieux ! »

### Londres
Les premiers gros problèmes survinrent lors des concerts de Wembley : les dimensions du stade ne correspondaient pas exactement à celles des plans, et l'installation de la gigantesque scène, pourtant déjà au point, nécessita plusieurs retouches. De ce fait les concerts ont failli être annulés.
C'est durant les shows à Wembley que furent lâchés, pendant A Kind of Magic, quatre gigantesques ballons gonflés à l’hélium représentant les membres de Queen tels qu'ils figurent sur la pochette de leur dernier album.
Le premier concert à Wembley le 11 juillet 1986 devait servir de répétition aux cadreurs qui allaient filmer le concert du lendemain afin d'en tirer une vidéo. On peut trouver six chansons de ce concert sur le DVD Live at Wembley Stadium sorti en 2003 et en intégral sur la version sortie en 2011. On remarque sur ces images qu'il pleuvait lors de ce show.
Le deuxième concert qui eut lieu le lendemain fut donc filmé, pour une diffusion ultérieure à la télévision et sur les radios anglaises. Y était présent, entre autres stars, Mick Jagger, le chanteur des Rolling Stones. Le concert fut donc diffusé le 25 octobre 1986 sous le titre de The Real Magic Show, en simultané sur Channel 4 et toutes les stations de radio privées et indépendantes. Regardé par près de 3,5 millions de téléspectateurs, le concert a été une des plus grosses audiences de la télévision anglaise de 1986. La vidéo, sortie en 1990, a été assez éditée et il y manque plusieurs chansons. Heureusement, le DVD sorti en 2003 nous présente un concert complet.

### Cologne
Tout comme le premier concert de Wembley, celui de Cologne le 19 juillet 1986 fut intégralement filmé sur VHS comme répétition avant celui de Budapest.
Lors de Radio Ga Ga, Freddie a oublié les paroles et a improvisé la fin de la chanson. C'était également ce jour-là l'anniversaire de Brian May qui fêtait ses 39 ans. Il a donc interprété l'intro de '39 avant de jouer Love of My Life.

### Vienne
Une fois encore et deux jours après le concert de Cologne, Freddie oublie les paroles de Radio Ga Ga, et ce au même moment que deux jours plus tôt !

### Budapest
Le 27 juillet 1986, Queen donne le plus grand concert rock en stade derrière le Rideau de fer. Pour l'occasion, 17 cadreurs professionnels issus du cinéma étaient présents afin d'enregistrer non seulement le concert lui-même, mais également le groupe, en le suivant pendant que ses membres se relaxaient dans et autour de Budapest. Le film devient alors le premier concert rock enregistré par Mafilm, la principale compagnie cinématographique hongroise. Filmé en CinemaScope, la première du film est donnée à Budapest le 12 décembre 1986 au National Congress Hall, en présence de Brian May. Les projections publiques débutèrent le lendemain, dans des salles combles et ce malgré les sept diffusions journalières durant la semaine qui suivit.
C'est lors de ce concert que Queen interprète Tavaszi szél vizet áraszt, une chanson folklorique hongroise qui était jadis chantée à la fête du Printemps et est devenue maintenant une chanson pour enfants. Elle reste néanmoins une des plus belles perles des « chants floraux » hongrois. On peut voir dans le film du concert Freddie la chantant aidé des paroles dissimulées dans une main, et dans la VHS The Magic Years, Freddie et Brian qui la répètent sur le balcon de leur hôtel. C’est également dans cette vidéo qu’on voit l'arrivée de Queen à Budapest en bateau (qui s’avère être l’hydroptère personnel du président russe Gorbatchev !) sur le Danube, le fleuve reliant Vienne et Budapest. À leur arrivée dans la ville, une fête fut donnée en leur honneur par l’Ambassade Britannique.
Une fois encore, et malgré le fait que le public d’un bloc communiste ne connaissait pas aussi bien les groupes rock, les billets se vendirent extrêmement vite, avec un public qui venait même de la Russie. Les fans arrivèrent par milliers et certains, arrivant le jour même du concert, durent se contenter d’écouter le concert depuis les extérieurs du stade.

### Fréjus
Le concert de Fréjus devait avoir initialement lieu à Nice la même date, le 30 juillet 1986. Donné dans le fameux Amphithéâtre de la ville, qui est assez petit et intime, c'est ici que Freddie accueillit les spectateurs en leur disant « bienvenue dans cette petite chambre à coucher » !

### Knebworth Park
Le dernier concert de la tournée, et du groupe sous sa forme originale, à Knebworth le 9 août 1986, a réuni une foule de 150 000 personnes. Ce concert est remarquable pour la prestation de Brian May, que beaucoup considèrent comme sa meilleure performance live. C'est malheureusement durant ce concert que le groupe déplora le décès d'un fan : un jeune Écossais fut assassiné par trois autres jeunes fans qui venaient de Stevenage.
Cette date a été rajoutée vers la fin de la tournée lorsque le promoteur Harvey Goldsmith s'est rendu compte à quelle vitesse s’étaient vendus les billets pour le reste de la tournée : le concert annoncé, les 120 000 billets « officiels » (l’estimation serait plus proche des 150 000) furent vendus en quelques jours et ce très peu de temps avant le concert.
Les spectateurs qui commencèrent à affluer vers le site dès le matin, créèrent un des plus grands embouteillages jamais vu en Angleterre. Le groupe, qui en fut informé, loua pour la circonstance un hélicoptère pour les amener à Knebworth Park. Afin de ne pas passer inaperçu, l’hélicoptère fut habillé aux couleurs de l’album A Kind of Magic ; Queen fit donc sensation lors de leur arrivée pendant la prestation d’un des groupes de première partie. À la fin du concert, les embouteillages furent pires qu’au début de la journée : le parking n’étant pas éclairé, certaines personnes passèrent la nuit à chercher leur voiture et même à y dormir, renonçant à affronter le trafic.

## Personnel
- John Deacon – basse, chœurs
- Brian May – guitare, chœurs, synthétiseur (sur Who Wants to Live Forever)
- Freddie Mercury – chant, piano, guitare rythmique (sur Crazy Little Thing Called Love)
- Roger Taylor – percussions, chœurs

### Extras
- Spike Edney – claviers, chœurs, guitare rythmique (sur Hammer to Fall)